# (38494) 1999 TG119
1999 TG119 (asteroide 38494) é um asteroide da cintura principal. Possui uma excentricidade de 0.02903760 e uma inclinação de 8.31178º.
Este asteroide foi descoberto no dia 4 de outubro de 1999 por LINEAR em Socorro.